# Miralem Halilović
Miralem Halilović (Tuzla, 22 luglio 1991) è un cestista bosniaco.

## Carriera
Con la Bosnia ed Erzegovina ha disputato i Campionati europei del 2022.

## Palmarès
- Campionato croato: 1

KK Zagabria: 2010-2011
- Coppa di Croazia: 1

KK Zagabria: 2011